# Lavena Ponte Tresa
Lavena Ponte Tresa (Lavena in dialetto varesotto e semplicemente Lavena fino al 1927) è un comune italiano di 5 635 abitanti della provincia di Varese in Lombardia.

## Geografia fisica

Vista aerea del ponte sul Tresa, 1963

Posta sul Lago di Lugano, Lavena Ponte Tresa confina col quasi omonimo paesino svizzero di Ponte Tresa, da cui è separata proprio dal fiume Tresa che qui incomincia il suo corso. A unire i due centri c'è il ponte doganale.

## Storia
Il comune di Lavena Ponte Tresa è costituito da due centri distinti: Lavena, che è l'origine storica del comune, e Ponte Tresa. Il primo ha come centro storico due nuclei abitativi. La località Castello, che si può datare attorno al XII secolo, e la località Villa, che si è formata attorno alla prima metà del '700. Ponte Tresa ha origini molto più recenti, attorno al 1846, dopo la costruzione del ponte. L'abitato di Ponte Tresa è a cavallo dell'omonimo fiume. Sull'altra sponda, in territorio svizzero, Ponte Tresa è un comune del canton Ticino.

Negli anni cinquanta è incominciato uno sviluppo notevole di Lavena Ponte Tresa dovuto al frontalierato e all'immigrazione proveniente dall'Italia meridionale. Questo sviluppo ha portato il numero degli abitanti da 1.300 ai quasi 5.500 attuali.

### Simboli
Lo stemma e il gonfalone del comune di Lavena Ponte Tresa sono stati concessi con decreto del presidente della Repubblica dell'11 settembre 2001.

## Monumenti e luoghi d'interesse

### Aree naturali
Il comune è bagnato dal lago di Lugano: nel suo territorio ricade altresì la sponda italiana dello stretto di Lavena.

## Società

### Evoluzione demografica
- 400 nel 1751
- 384 nel 1805
- annessione a Brusimpiano nel 1812
- 657 nel 1853

Abitanti censiti

### Etnie e minoranze straniere
Secondo i dati ISTAT al 31 dicembre 2010 la popolazione straniera residente era di 447 persone. Le nazionalità maggiormente rappresentate in base alla loro percentuale sul totale della popolazione residente erano:
- Romania 90 1,60%

## Cultura
A Lavena Ponte Tresa, nel 1973 furono girate alcune scene del film Anna, quel particolare piacere.

## Economia
Le risorse locali più rappresentative sono il commercio, l'artigianato e il turismo; il valico internazionale (uno dei più importanti) dà vita ed è fondamento dell'economia locale.

## Infrastrutture e trasporti

### Strade
Il territorio comunale è attraversato dalle strade statali 233 e 344 dir.

### Ferrovie
La stazione di Ponte Tresa era l'impianto comune alle ferrovie Ghirla-Ponte Tresa e Ponte Tresa-Luino, realizzate a cura di diverse amministrazioni e in seguito unificate a formare un'unica rete integrata rispetto alla ferrovia della Valganna.
Dopo i danni bellici della seconda guerra mondiale la Ponte Tresa-Luino non fu più riattivata. La Ghirla-Ponte Tresa invece fu esercita fino al 25 agosto 1953, quando fu sostituita da un autoservizio.

## Amministrazione
| Periodo        | Periodo        | Primo cittadino           | Partito              | Carica  | Note |
| -------------- | -------------- | ------------------------- | -------------------- | ------- | ---- |
| 6 giugno 1993  | 27 aprile 1997 | Antonio Sanna             | Democrazia Cristiana | Sindaco |      |
| 27 aprile 1997 | 13 maggio 2001 | Grazia Donata Mina        | Lista civica         | Sindaco |      |
| 13 maggio 2001 | 28 maggio 2006 | Grazia Donata Mina        | Lista civica         | Sindaco |      |
| 28 maggio 2006 | 15 maggio 2011 | Pietro Vittorio Roncoroni | Lista civica         | Sindaco |      |
| 15 maggio 2011 | 5 giugno 2016  | Pietro Vittorio Roncoroni | Lista civica         | Sindaco |      |
| 5 giugno 2016  | in carica      | Massimo Mastromarino      | Lista civica         | Sindaco |      |

### Gemellaggi
- Aquilonia
- Calitri
- Lacedonia
- Mesoraca
- Carapelle
- Zalau
- Bucarest

Un analogo accordo vigeva col cessato comune di Ponte Tresa, primo agglomerato in territorio elvetico dopo il passaggio della dogana.

### Altre informazioni amministrative
Il comune è uno dei soci della comunità di lavoro Regio Insubrica, ente di cooperazione transfrontaliera che federa alcune province di Lombardia e Piemonte e il Canton Ticino svizzero.